# Vjekoslav Karas
Vjekoslav Karas (ur. 19 maja 1821 w Karlovacu, zm. 5 lipca 1858 tamże) – chorwacki malarz.

## Życiorys
Urodził się 19 maja 1821 w Karlovacu, w rodzinie rzemieślników. Z początku uczył się malarstwa w rodzinnym mieście u Fridrika Hamerlićia jednocześnie utrzymując się z malowania domów i kościołów. Dzięki wsparciu swojego pierwszego mecenasa Franja Kosa von Kossen i mieszkańców Karlovacu, w 1838 roku wyjechał na stypendium do Florencji. Na miejscu uczył się u lokalnych malarzy, współpracował z Francesco Salghetti-Driolim oraz tworzył kopie obrazów dawnych mistrzów (m.in. Fra Angelico i Domenico Ghirlandaio). W 1841 roku wyjechał do Rzymu, odwiedzając po drodze Sienę. Z początku tworzył obrazy o biblijnej tematyce pod wpływem Nazareńczyków, a w szczególności ich przywódcy duchowego, Johanna Friedricha Overbecka. Jednocześnie zajmował się także muzyką: uczył się teorii muzyki, gry na gitarze oraz pisał piosenki po włosku i chorwacku. W 1848 roku powrócił do Karlovacu, gdzie malował portrety i sceny z życia ludu. W rodzinnym mieście także założył i prowadził mały chór, dla którego skomponował ponad 30 utworów chóralnych. W latach 1849–1851 uczył rysunku w Zagrzebiu. Zmagał się z problemami psychicznymi. W Đakovie, gdzie znajdował się pod opieką mecenasa Josipa Juraja Strossmayera, podjął się nieudanej próby samobójczej. 5 lipca 1858 popełnił samobójstwo, rzucając się do płynącej przez Karlovac rzeki Korany.
Ponieważ Karas nie miał w zwyczaju podpisywać swoich dzieł, a w twórczości eksperymentował z różnymi stylami, współcześnie atrybucja jego prac stwarza wiele trudności. W Karlovacu znajduje się galeria jego prac oraz pomnik upamiętniający malarza.

## Twórczość

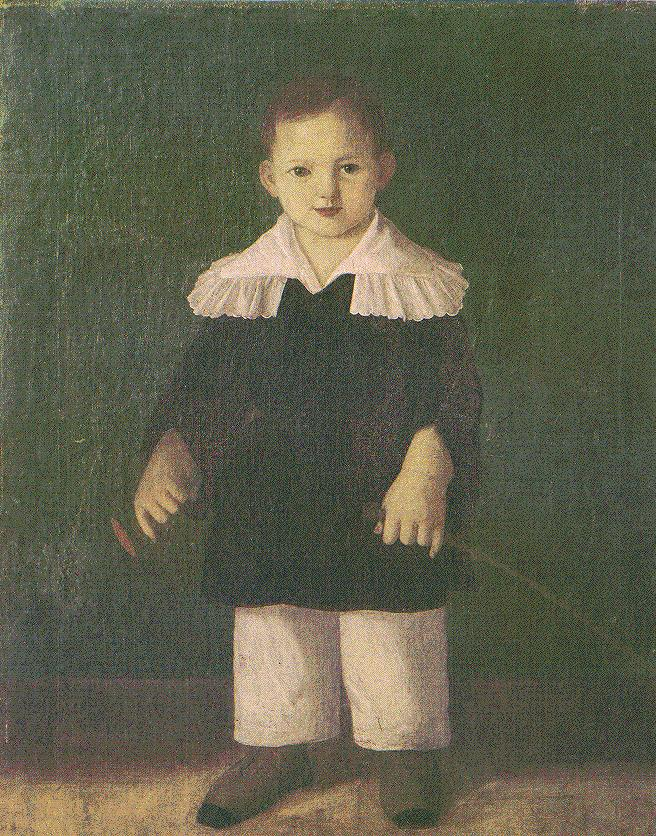
Chłopiec, lata 1830–1858
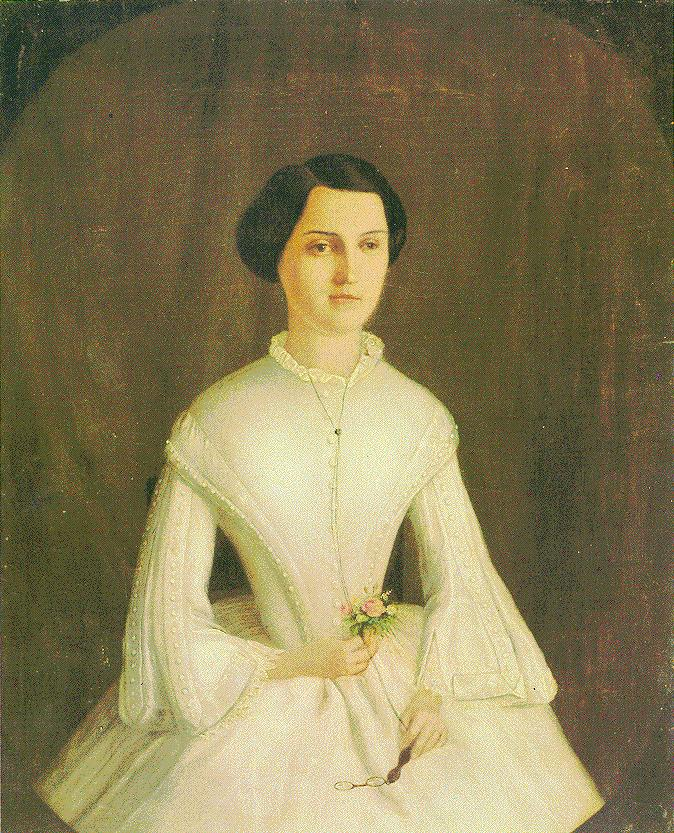
Portret Josefine Barac-Bernardic, lata 1830–1858
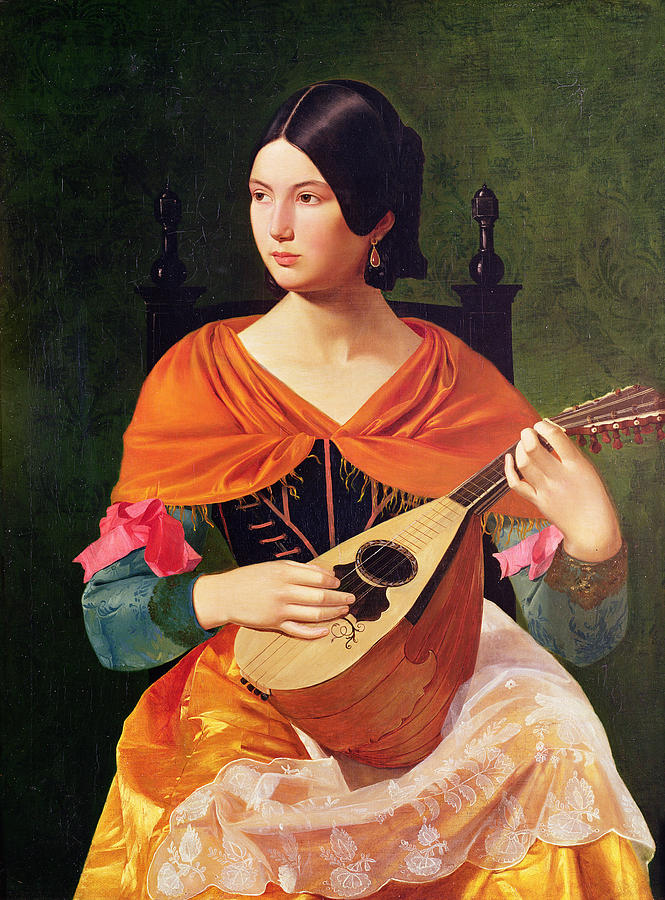
Rzymianka z mandoliną, 1845–1847